# Parapsyche intawitschajanon
Parapsyche intawitschajanon is een schietmot uit de
familie Hydropsychidae. De soort komt voor in het Oriëntaals gebied.